# Бруксма, Гейс
Гейс Беренд Бруксма (нидерл. Gijs Berend Broeksma; род. 10 декабря 1999, Амстердам) — нидерландский лучник, специализирующийся в стрельбе из олимпийского лука. Участник Олимпийских игр.

## Биография
Гейс Бруксма родился 10 декабря 1999 года в Амстердаме. Стрельбой из лука стал заниматься в возрасте 12 лет.
Бруксма признаётся, что партнёры по команде называют его чаще по второму имени Беренд, нежели по основному. Он также отмечает, что ему второе имя дали в честь прадеда.
Помимо стрельбы из лука Бруксма интересуется авиацией и отмечал, что хотел бы стать лётчиком. Среди других видов спорта выделяет велоспорт.

## Карьера
Спустя год после того, как Бруксма начал стрелять из лука, он присоединился к команде SC Bartje из Ассена. По состоянию на 2021 год выступает за Robin Hood Club из Стенвейка.
В 2017 году принял участие на молодёжном чемпионате мира в Росарио, где не сумел завоевать медаль, став в личном турнире 57-м, а в командном голландцы выбыли уже на стадии 1/8 финала.
В 2018 году принял участие на двух этапах Кубка мира в Анталии и Берлине, но выбыл уже в первом раунде, заняв 57-е места.
На молодёжном чемпионате мира в 2019 году в Мадриде завоевал бронзу в мужском командном турнире, а в личном выбыл на стадии 1/32 финала. В том же году он продвинулся в выступлениях на Кубках мира, дойдя до 1/32 финала в Берлине и 1/16 в Медельине. Выиграл командное золото на молодёжном европейском Кубке мира.
В 2021 году впервые попал в 1/8 финала финала Кубка мира. Это случилось на этапе в Гватемале, и затем он повторил этот результат в Лозанне. На третьем этапе в Париже голландец выбыл на стадии 1/16 финала. Завоевал серебряную медаль на этапе Мировой серии в стрельбе из лука в помещении в личном первенстве.
Гейс Бруксма вошёл в состав сборной Нидерландов на Олимпийские игры в Токио. В командном турнире в первом матче Нидерланды победили Великобританию со счётом 5:3, а затем всухую уступили будущим серебряным призёром из Тайваня. В матче за бронзу против Японии для выявления победителя понадобилась перестрелка, в которой точнее оказались азиатские лучники. В индивидуальном турнире Бруксма в первом раунде победил француза Тома Широ, а затем уступил в перестрелке будущему бронзовому призёру Такахару Фурукава.